# Пукшеньга

Бассейн Северной Двины

Пукше́ньга (Покше́ньга) — река в Архангельской области, приток Северной Двины. Длина реки — 121 км. Площадь водосборного бассейна — 2230 км².

## География
Река вытекает из озера Шайское на высоте 74 м и на своём пути протекает через 8 небольших озёр (Серьгино, Подойник, Травное, Смольное, Подизбное, Избное, Пелток и Дедково), расположенных в Пинежском и Холмогорском районе Архангельской области. После озера Дедково в неё впадает левый приток — Светлуга. Ширина реки около 20 м, течение приблизительно 2 км/ч, вода чистая.

## Притоки
Светлуга, Бусарина, Зуиха, Запойка, Тюленьга, Кузега, Пашевка, Нижняя Липовка, Шиленьга, Шидровка.

## Ихтиофауна
Хариус, щука, речной окунь, сёмга, широкопалый речной рак.

## Туризм
Река представляет интерес для туризма, имеет 3-ю категорию сложности. Порожистая, но не сложная, имеет многочисленные перекаты. От истока до 66-го километра вдоль реки сплошной еловый лес. Ниже появляются сосновые боры и заливные луга. Река безлюдна, но по берегам попадаются избы лесников. В 10 км от устья посёлок лесопункта. В устье Пукшеньги может встретиться запань. Здесь же пешеходный бон, соединяющий деревни, расположенные по обе стороны реки. Попасть к истоку реки можно авто и железнодорожным транспортом. Автотранспортом из Архангельска по карпогорской дороге. Железнодорожным транспортом из Архангельска на поезде «Архангельск — Карпогоры» до станции «Сия-2».